# Carlo Bergonzi (Sänger)

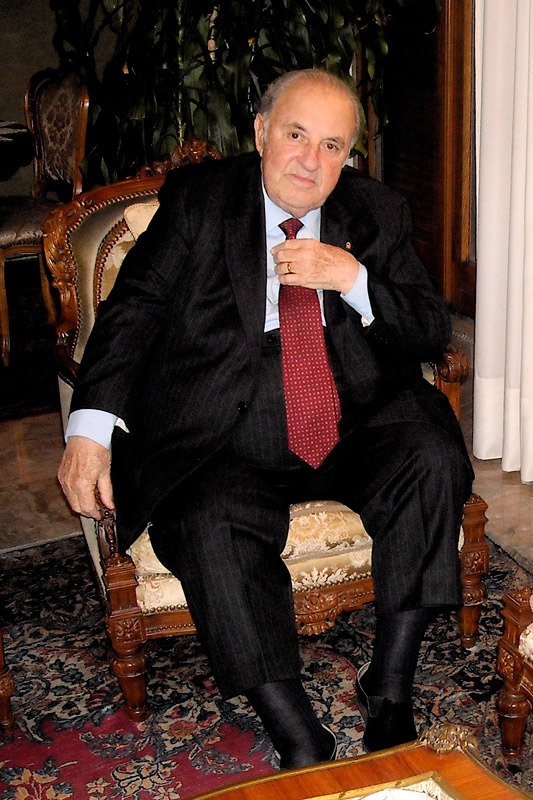
Carlo Bergonzi

Carlo Bergonzi (* 13. Juli 1924 in Polesine Parmense-Vidalenzo, Italien; † 25. Juli 2014 in Mailand) war ein italienischer Opernsänger in der Stimmlage Tenor.

## Leben
Bergonzi begann seine Bühnenkarriere nach Studium am Konservatorium „Arrigo Boito“ in Parma als Bariton und debütierte 1948 am Theater in Lecce in der Rolle des Figaro in Rossinis Oper Der Barbier von Sevilla. Obwohl er in der Folge weitere Bariton-Rollen übernahm (u. a. Rigoletto), schulte er 1950/51 auf das Tenorfach um und trat am 12. Januar 1951 in Bari erstmals als Titelheld in Giordanos Oper Andrea Chénier auf. In weiterer Folge entwickelte er sich zu einem der führenden Lirico-spinto-Tenöre des 20. Jahrhunderts. Bergonzi trat mit großem Erfolg auf allen bedeutenden Opernbühnen der Welt auf. Besondere Erfolge erzielte er an der Metropolitan Opera in New York City (Antrittsrolle: Radames), wo er über 25 Jahre zu den führenden Tenören gehörte. Auch in der Arena di Verona sang er in 21 Spielzeiten seine wichtigsten Partien. Wenn er auch beim breiten Publikum etwas im Schatten seiner Kollegen Franco Corelli, Giuseppe Di Stefano, Mario del Monaco und später Luciano Pavarotti stand, wurde er in der Fachwelt umso mehr geschätzt. Der englische Gesangsfachmann John Steane in seinem Werk The Grand Tradition und Jürgen Kesting in Die großen Sänger sehen in ihm, besonders wegen seiner überragenden Gesangstechnik, einen der wichtigsten Tenöre nach dem Zweiten Weltkrieg. Im Zentrum von Carlo Bergonzis Repertoire standen vor allem die Werke Verdis. Dieser Tatsache verdankt er neben vielen anderen Ehrungen zwei bedeutende Preise den Verdi d’oro (1972, Associazione "Amici di Verdi") und im Jahre 2000 den Gramophone’s Lifetime Achievement Award mit der Begründung: Größter Verdi-Tenor des 20. Jahrhunderts.
Bergonzi widmete sich nach seinem Rückzug von der Bühne seinem nach einer Verdi-Oper benannten Hotel I due Foscari in Busseto. Er starb am 25. Juli 2014 im Alter von 90 Jahren in Mailand.